# Бесюй
Бесюй (каз. Бесүй) — село в Улькен Нарынском районе Восточно-Казахстанской области Казахстана. Входит в состав Новополяковского сельского округа. Код КАТО — 635453200.

## Население
В 1999 году население села составляло 214 человек (113 мужчин и 101 женщина). По данным переписи 2009 года, в селе проживал 161 человек (88 мужчин и 73 женщины).